# Leichtathletik-Weltmeisterschaften 2022/Teilnehmer (Malaysia)
| Goldmedaillen | Silbermedaillen | Bronzemedaillen |
| ------------- | --------------- | --------------- |
| —             | —               | —               |

Der Leichtathletikverband von Malaysia nahm mit jeweils einer Athletin und einem Athleten an den Leichtathletik-Weltmeisterschaften 2022 in Eugene teil.

## Ergebnisse

### Männer

#### Sprung/Wurf
| Athlet                | Disziplin  | Qualifikation | Qualifikation | Finale     | Finale |
| Athlet                | Disziplin  | Weite/Höhe    | Platz         | Weite/Höhe | Platz  |
| --------------------- | ---------- | ------------- | ------------- | ---------- | ------ |
| Nauraj Singh Randhawa | Hochsprung | NM            | NM            | DNQ        | DNQ    |

### Frauen

#### Laufdisziplinen
| Athletin          | Disziplin | Vorlauf | Vorlauf | Halbfinale | Halbfinale | Finale | Finale |
| Athletin          | Disziplin | Zeit    | Platz   | Zeit       | Platz      | Zeit   | Platz  |
| ----------------- | --------- | ------- | ------- | ---------- | ---------- | ------ | ------ |
| Shereen Vallabouy | 400 m     | 53,57 s | 07      | DNQ        | DNQ        | –      | –      |